# Look Out, Officer!
Pour plus de détails, voir Fiche technique et Distribution.
Look Out, Officer! (師兄撞鬼, Shi xiong zhuang gui) est une comédie hongkongaise réalisée par Lau Sze-yue et sortie en 1990 à Hong Kong. C'est une reprise du film Where's Officer Tuba? (1986) avec Sammo Hung.
Elle totalise 12 128 944 HK$ de recettes au box-office.

## Synopsis
Après l'assassinat de l'agent de police Cheung Biu (Bill Tung), son âme ne peut pas être en repos car l'affaire est classée comme un suicide. Par conséquent, les cieux le renvoient sur Terre en tant que fantôme afin de trouver son « sauveur » qui l'aidera à laver son nom. Sing (Stephen Chow), un policier novice, est le sauveur en question, et en échange de la recherche du meurtrier de Biu, celui-ci doit l'aider à trouver une petite amie et lui permettre d'avoir une promotion.

## Fiche technique
- Titre original : 師兄撞鬼
- Titre international : Look Out, Officer!
- Réalisation : Lau Sze-yue
- Scénario : Steven Tsui
- Photographie : Nico Wong
- Montage : Chiang Hsing-lung
- Musique : Sherman Chow
- Production : Lau Tin-chi
- Société de production : Shaw Brothers et Cosmopolitan Film Productions
- Société de distribution : D&B Film Distribution
- Pays d'origine :  Hong Kong
- Langue originale : cantonais
- Format : couleur
- Genre : comédie
- Durée : 90 minutes
- Dates de sortie :
  - Hong Kong : 28 juillet 1990
  - Taïwan : 10 octobre 1990
  - Corée du Sud : 1er juin 1991

## Distribution
- Stephen Chow : Sing
- Bill Tung : Oncle Cheung Biu
- Stanley Fung : Li Kam
- Vivian Chen : Yuk
- Sunny Fang : Tang Lee-yang
- Amy Yip : la supérieure de Kam (caméo)
- Cutie Mui (en) : l'officier de police comptant des balles
- Wong Tin-lam (en) : le réalisateur de films (caméo)

## Crédit d'auteurs
- (en) Cet article est partiellement ou en totalité issu de l’article de Wikipédia en anglais intitulé « Look Out, Officer! » (voir la liste des auteurs).